# تاسوسفي
تاسوسفي هي جماعة قروية في إقليم تارودانت بجهة سوس ماسة جنوب المغرب. وهي تضم 6724 نسمة، حسب الإحصاء العام للسكان والسكنى لسنة 2014.
يقع مركز الجماعة على الطريق الوطنية رقم 10 بالقرب من مدينة تالوين.

## دواوير الجماعة
- دوار إمكون
- دوار أكتون
- دوار أبالي
- دوار تانفكخت
- دوار تدكوت
- دوار أيت عبو
- دوار تكلوت
- دوار تاوريرت أيت عيسي
- دوار إغيل نوامان
- دوار أيت طلحة
- دوار أكز
- دوار تبدريست
- دوار تكظية
- دوار أيت حدو
- دوار أكني
- دوار تيمقيت
- دوار تيليوة
- دوار أيت رحو
- دوار تابدعانت
- دوار ألكو
- دوار أيت بولمان
- دوار تيغيوزيت
- دوار توريرت أيت يوسف
- دوار إگنارن
- دوار ترزيت
- دوار تمركو
- دوار اكرضا
- دوار تمغوست
- دوار انامر